# 태풍 루스 (1951년)
태풍 루스(Ruth / 195115)는 1951년 10월 14일 오후 일본 규슈에 상륙하면서 한반도에도 영향을 주었던 태풍이다.

## 개요

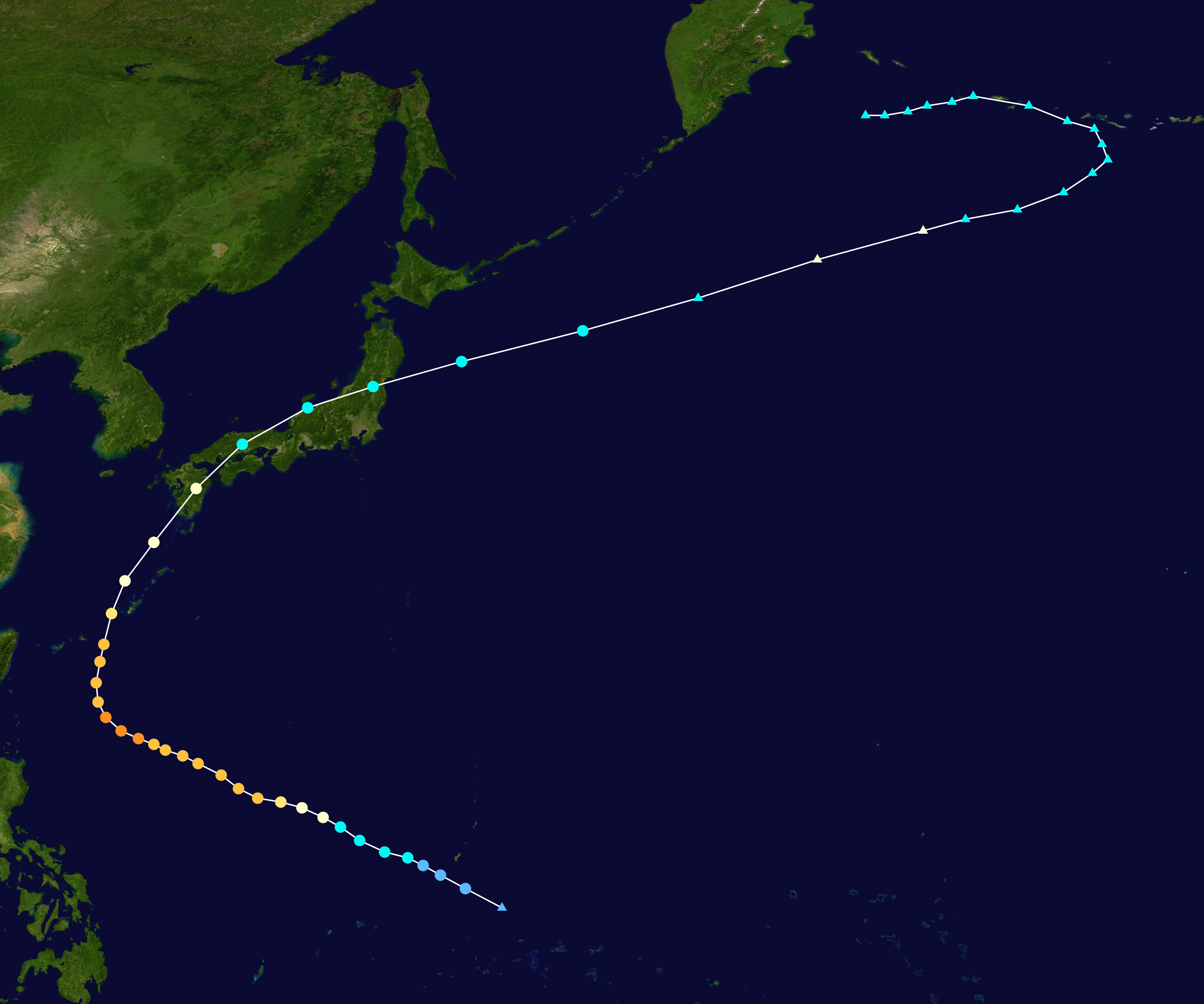
태풍 루스 의 경로

태풍 루스 은 10월 9일 괌 서쪽 해상에서 발생하여 발달하면서 북상, 14 일 19 시경에 일본의 가고시마현에 상륙했다. 이 태풍은 역대 4 위의 세력 (중심 기압 935hPa)에서 일본 본토에 상륙했다. 태풍의 영향으로 일본에 막대한 피해가 초래되었습니다. 특히 야마구치현의 피해가 극심했다.
10월 태풍의 특성상 온대저기압화가 진행되면서 북상했기 때문에 당시 한반도는 태풍 루스의 가항반원에 들어갔음에도 불구하고 영향력이 상당했다. 포항에서는 최대풍속 39.8m/s라는 기록적인 강풍이 관측되었고, 다른 남부 지방 주요 도시에서도 20m/s에 가까운 바람이 불었다.
| 순위 | 태풍 번호   | 태풍 이름 | 최대 풍속 | 관측 연월일 | 관측 장소 |
| ---- | ----------- | --------- | --------- | ----------- | --------- |
| 1위  | 0314        | 매미      | 51.1 m/s  | 2003/9/12   | 고산      |
| 2위  | 1618        | 차바      | 49.0 m/s  | 2016/10/5   | 고산      |
| 3위  | 0012        | 프라피룬  | 47.4 m/s  | 2000/8/31   | 흑산도    |
| 4위  | 2009        | 마이삭    | 45.0 m/s  | 2020/9/3    | 고산      |
| 4위  | 5412        | 쥰        | 45.0 m/s  | 1954/9/14   | 울릉도    |
| 6위  | 0215        | 루사      | 43.7 m/s  | 2002/8/31   | 고산      |
| 7위  | 0711        | 나리      | 43.0 m/s  | 2007/9/16   | 고산      |
| 8위  | 1904년 태풍 | -         | 42.4 m/s  | 1904/8/18   | 목포      |
| 9위  | 1905년 태풍 | -         | 42.3 m/s  | 1905/9/2    | 목포      |
| 10위 | 1913        | 링링      | 42.2 m/s  | 2019/9/7    | 흑산도    |

## 주요 관측값

### 최저해면기압
- 울릉도 987.8hPa
- 부산 988.3hPa
- 울산 990.5hPa

### 최대풍속
- 포항 39.8m/s
- 울릉도 37.3m/s
- 울산 18.7m/s

### 일최다강수량
- 부산 79.1mm
- 울산 78.8mm
- 포항 56.2mm

### 총 강수량 (10월 13~15일)
- 부산 106.2mm
- 울산 101.0mm
- 제주 70.0mm